# Marco Polo (EP)
Marco Polo è un EP dei Rondò Veneziano pubblicato in Austria dalla Koch International il 1997 e tratto dall'album omonimo. 

## Tracce
1. Marco Polo (Radio Edit) – 3:02 (musica: Gian Piero Reverberi e Ivano Pavesi)
2. I preparativi – 2:49 (musica: Gian Piero Reverberi e Ivano Pavesi)
3. La danza: la gioia – 3:13 (Gian Piero Reverberi e Ivano Pavesi)
4. La partenza – 2:38 (Gian Piero Reverberi e Ivano Pavesi)